# Одинець Владислав Іванович
Одинець Владислав Іванович (нар. 24 лютого 1977, с. Варовичі, Поліський район, Київська область, УРСР) — колишній голова Васильківської районної державної адміністрації Київської області, український державний службовець.

## Освіта
- У 2000 році закінчив Київський національний торговельно-економічний університет за спеціальністю - маркетолог .

- У 2013 році закінчив Київський національний університет будівництва і архітектури за спеціальністю - організація будівництва.

## У приватному секторі
- 2000-2008 — директор приватного підприємства «ОІС»,  Київська область  Васильківський район смт Калинівка.
- 2008-2014 — директор товариства з обмеженою відповідальністю «Укркотеджбудплюс», Київська область  Васильківський район смт Калинівка.

## На виборних посадах
- 2006 - 2010 — депутат Васильківської районної ради.
- З 2010 - 2015 — депутат Київської обласної ради VI скликання.
- З 2015 - 2020 — депутат Київської обласної ради VII скликання.
- З 2020 - до цього часу — депутат Київської обласної ради VIII скликання.

## На державній службі
Розпорядженням Президента України №349/2015-рп від 31 березня 2015 року був призначений головою Васильківської районної державної адміністрації Київської області. 

## Особисте життя
- Сімейний стан: одружений, має двох дітей.
- Захоплення: книги,спорт,туризм.
- Знання мов: українська, російська, англійська.